# Берестейська чоловіча гімназія
Берестейська чоловіча гімназія — навчальний заклад у Бересті, який діяв з 1901 по 1915 рік. Підлягала Віленському навчальному округу.

## Історія
Створена на базі берестейської чоловічої прогімназії в 1901. З 1904 році стала повною вісмикласною гімназією. З 1905 перейшла у власний будинок на вулиці Дворянській. 25 вересня 1904 на клопотання міської думи названа на честь царевича Олексія.

## Викладачі, учні, випускники

### Учні
- Євген Перфецький
- Самійло Підгірський

### Випускники
- Дмитро Фальківський
- Олександр Цвікевич
- Яків Шохат